# Dead Emotions
Dead Emotions war eine Death-Metal-Band aus Freising bei München. 

## Geschichte
Dead Emotions wurden 1996 als Dark-/Death-Metal-Band gegründet und erspielten sich in der lokalen Szene schnell einen guten Ruf. 1999 wurde mit Gates to the Unseen die erste Eigenproduktion veröffentlicht, welche gute Kritiken in Magazinen wie Rock Hard, Legacy oder Ablaze erhielt.
Nachdem Gates to the Unseen im Metal Hammer sogar Demo des Monats September 2000 wurde, folgten erste Kontakte zu Plattenfirmen. Nach dem Ausverkauf der Erstauflage des Albums unterzeichnete die Band im September 2001 einen Vertrag bei Medusa Productions, deren weltweite Werbe- und Vertriebsmaßnahmen der Zweitauflage eine enorme Steigerung des Bekanntheitsgrades von Dead Emotions bewirken konnten. Auf dem ebenfalls selbst produzierten und 2003 erschienenen, zweiten Album The Genesis Behind zeigte die Band sich technisch versierter und deutlich härter als auf dem Debütalbum.
Im Herbst 2003, nach der Erweiterung des Vertriebsnetzes durch die Unterzeichnung eines Vertrages bei MDD Records, sowie der Thrash-To-Death-Tour 2004 zusammen mit Debauchery und Scornage, stieg der Bekanntheitsgrad von Dead Emotions sowohl im deutschen als auch internationalen Metal-Untergrund deutlich an, nicht zuletzt dank der zahlreichen Konzerte mit Bands wie Obituary, Dew-Scented, Haggard, Mystic Circle, Belphegor, Disbelief, Graveworm, Tristania, Destruction, Skinless oder Suidakra.
Der Herbst 2005 veröffentlichte die Band wieder ein selbst produziertes Demo mit dem Namen There Is No Dawn.
Im August 2007 nahm Dead Emotions in Eigenregie das dritte Studio-Album Pathways to Catharsis auf, das im Januar 2008 über Bad Land Rec./Twilight Vertrieb erschien. Reviews zu dieser CD in Online-Magazinen und der Encyclopaedia Metallum fielen überdurchschnittlich positiv aus. Es folgte eine kleine Tour mit Fear My Thoughts sowie eine Reihe von Club- und Festivalauftritten.
Mit There Is No Dawn präsentierte die Band ihr erstes Musikvideo.
Dead Emotions waren bisher auf einer Reihe von Festivals zu sehen, u. a. Metal Invasion Festival, Walpurgis Metal Days, Down in Flames Festival, Bavarian Summer Battle oder das Winterbreath-Festival.
Im Herbst 2009 verließ Gitarrist Uis die Band. Als neues Mitglied stoß im November 2009 AleX in die Band.
Nachdem im Januar 2010 auch Sänger Mosh Dead Emotions verlassen hatte, wurde der Entschluss gefasst, die Band auf ihrem Höhepunkt aufzulösen. Am 9. April 2010 gab die Band ihre offizielle Abschiedsshow in ihrer Heimatstadt Freising.
Im Januar 2011 gründeten Hell-mut, AleX und Uis zusammen mit Sebastian (Shapeshift) und Christoph (Gesang auf dem Dead Emotions-Album The Genesis Behind) die Band Arsirius.

## Diskografie
- 1999: Gates to the Unseen
- 2003: The Genesis Behind
- 2005: There Is No Dawn (Demo)
- 2008: Pathways to Catharsis